# بیور (واشینگتن)
بیور (به انگلیسی: Beaver) یک منطقهٔ مسکونی در ایالات متحده آمریکا است که در شهرستان کلالام، واشینگتن واقع شده‌است. بیور ۱۲۵٫۸۸ متر بالاتر از سطح دریا واقع شده‌است.